# Benque-Dessous-et-Dessus
Benque-Dessous-et-Dessus is een gemeente in het Franse departement Haute-Garonne (regio Occitanie) en telt 22 inwoners (2009). De plaats maakt deel uit van het arrondissement Saint-Gaudens.

## Geografie
De oppervlakte van Benque-Dessous-et-Dessus bedraagt 3,7 km², de bevolkingsdichtheid is dus 5,9 inwoners per km².
De onderstaande kaart toont de ligging van Benque-Dessous-et-Dessus met de belangrijkste infrastructuur en aangrenzende gemeenten.

## Demografie
Onderstaande figuur toont het verloop van het inwonertal (bron: INSEE-tellingen).

1. ↑  Populations de référence 2022.